# Ithomia phoeno
Ithomia phoeno is een vlinder uit de familie Nymphalidae. De wetenschappelijke naam van de soort is voor het eerst geldig gepubliceerd in 1837 door Carl Geyer.